# Willem Welsing
Willem Gerhardus Welsing, (Arnhem, 14 december 1858 - aldaar, 1 januari 1942), was een Nederlandse restauratiearchitect. Willem Welsing werd geboren als zoon van een timmerman en kreeg zijn bouwkundige opleiding in Duitsland.
Na zijn opleiding werkte de katholieke Welsing vanaf 1880 bij architectenbureau van Gerlof en Abraham Salm in Amsterdam. Als chef de bureau   werd hij in 1882 ingeschakeld bij de bouw van het Aquariumgebouw in Artis en in 1888 bij de Villa Nienhuys aan de Herengracht 382. Hier werkte hij in de stijl van de neorenaissance. Voor de bouwopdrachten van Vroom en Dreesmann verwerkte Welsing vaak art deco.
In 1891 begon hij een eigen architectenbureau in Amsterdam. Tot zijn opdrachten behoorde de bouw van een groot winkelpand aan het Koningsplein. Ook werkt hij voor de Vereniging 'Geloof en Wetenschap' op Herengracht 415.
In 1896 keert hij terug naar zijn geboortestad Arnhem en vestigde zich aan de Jansbinnensingel 16. De eerste jaren doet hij veel opdrachten voor het Elisabeths Gasthuis. Op zijn bureau zou later ook architect Kees de Bever komen werken. Samen met P.Th. Stornebrink ontwierp hij in 1898 de sigarenfabriek van Willem II aan de Boschveldweg 471 in Den Bosch.
In 1906 ontwierp hij zijn eerste winkelpand voor het kruideniersbedrijf firma De Gruyter aan de Bovenbeekstraat. Het pand op de hoek Roggestraat/Beekstraat was gebouwd in een mengvorm van jugendstil/art nouveau vermengd met de stijl van de nieuwe zakelijkheid. Vanaf die tijd bleef hij tot 1925 de huisarchitect van deze firma De Gruyter. Voor de winkels van De Gruyter werkte hij in een eigen stijl van de Amsterdamse School. Ook gebruikte hij veel art-deco-gevels, zoals bij de winkel van De Gruyter in Den Haag. Welsing stond bekend om de tegelontwerpen die hij gebruikte voor de kruidenierwinkels van De Gruyter. Voor de vervaardiging van deze bouwkeramiek werd De Porceleyne Fles in Delft ingeschakeld. Naast het interieur van de winkels van De Gruyter werden ook de gevels bekleed met beeldbepalende tegels in art-decostijl.
In 1910 ontwierp hij het huidige rijksmonument als woning voor de Bossche ondernemer J. de Gruijter. Ook de bouw van koffiebranderij in de Orthesstraat in Den Bosch gebeurde in opdracht van familie De Gruyter.
In 1925 verhuisde het bureau van Welsing naar Den Bosch. Zijn opvolger bij De Gruyter werd architect Teunis Wilschut.

## Ontwerpen
Amsterdam

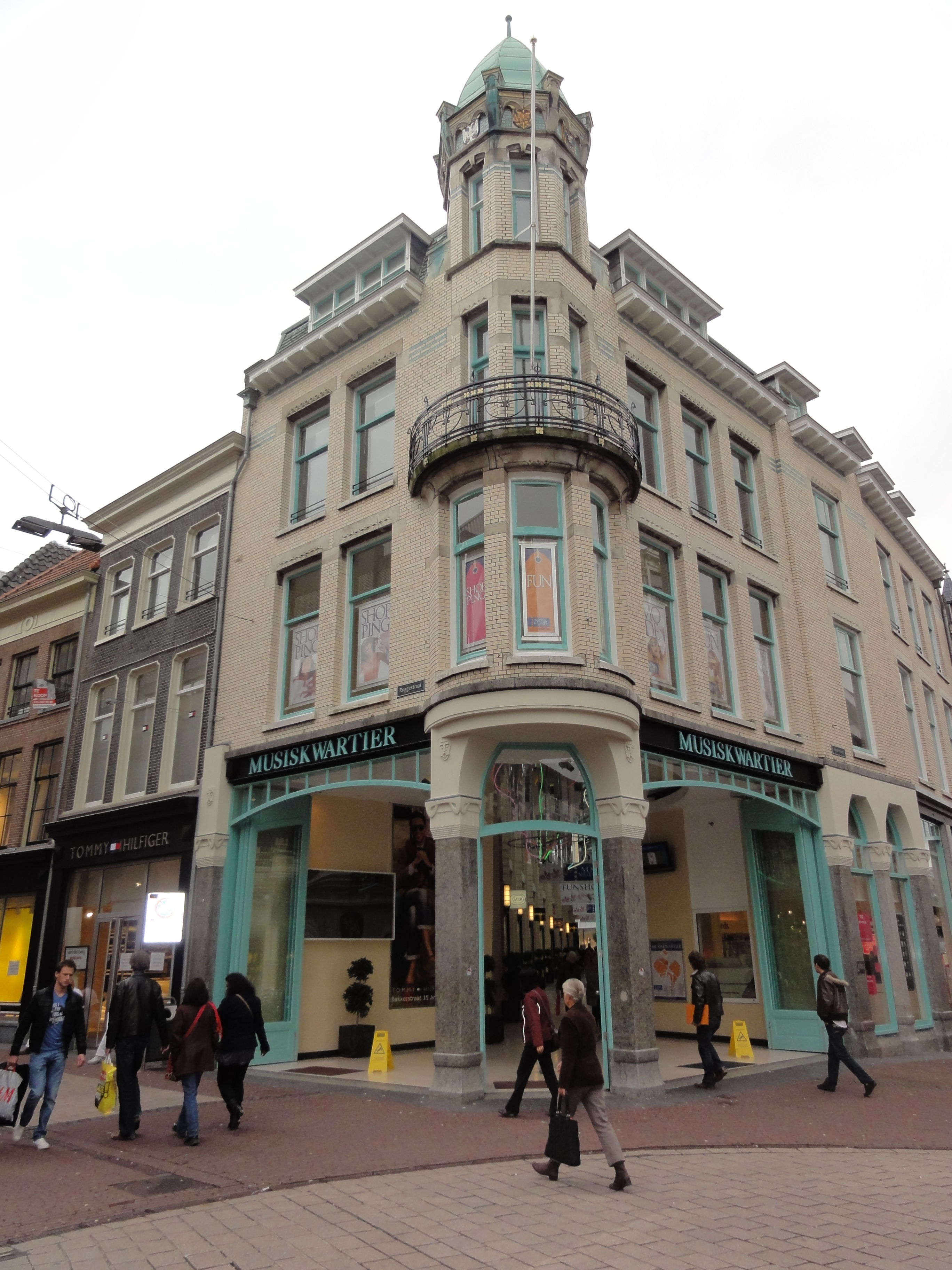
Roggestraat 43, entree Musiskwartier

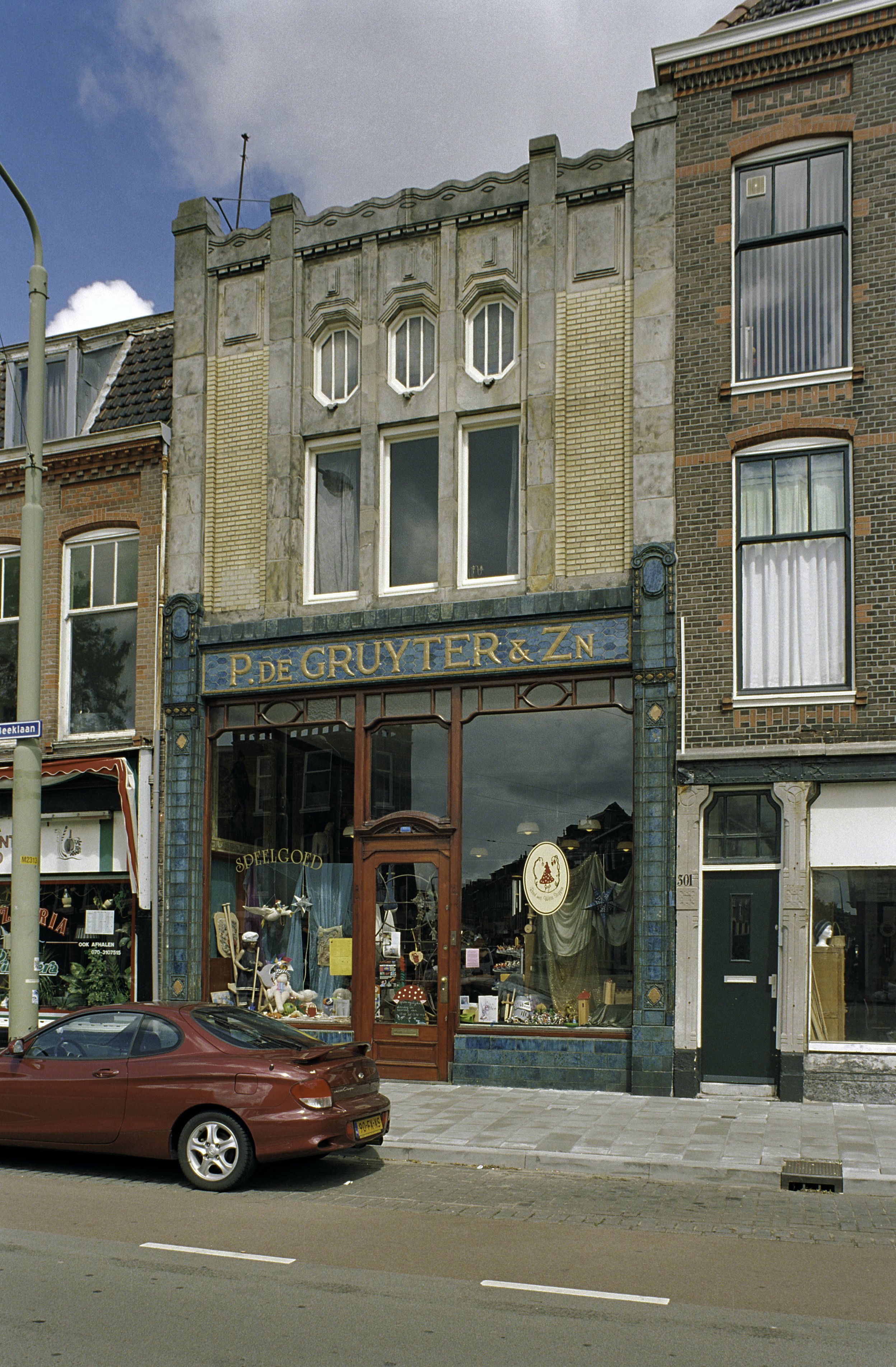
Beeklaan 33 in Den Haag

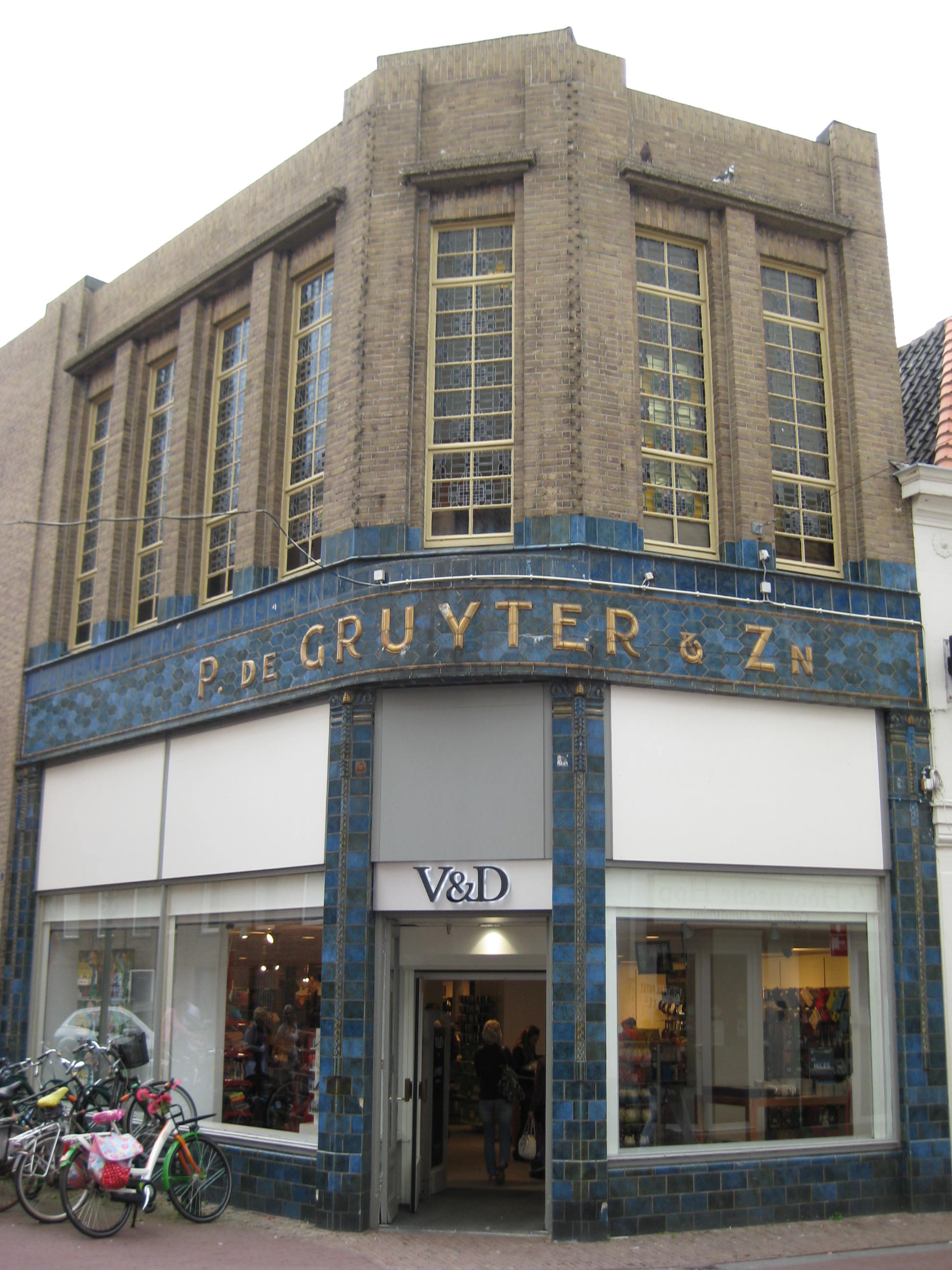
De Gruyter in Hoorn

- Schuitenhuis Nereus - Buiten Amstel tegenover Amstelstroom (1898)
- Leidsestraat 54 (1926)
- Verenigingsgebouw - Herengracht 415 (verbouwing 1891)[3]
- winkelpand - Nieuwendijk 174-176 (1903)

Arnhem
- Kosterij/parochiehuis - Van Slichtenhorststraat 34 (1910)
- Voormalig kerkgebouw Onze Lieve Vrouwe van Onbevlekt Ontvangen - Van Slichtenhorststraat 36 (1910)
- Pastorie - Van Slichtenhorststraat 38 (1910)
- Woonhuizen wijk Lombok - Alexanderstraat 97 (met G. Versteeg, 1908-1909)
- voltooiing St. Elisabethkapel - Zwarteweg 25 (1905)
- Roggestraat 43 (1906)[4]

Baarn
- Nicolaaskerk - Kerkstraat 17-19 (1905)

Breda
- Prinsenkade 1

Delft
- winkelpand Oude Langendijk 2 (1911)

Den Bosch
- villa - Julianaplein 8 (1910)
- uitbreiding sigarenfabriek Goulmy en Baar, met W. ter Riele (1907)

Den Haag
- winkelpand Beeklaan 303 (1917-1918)[5]

Dordrecht
- winkel - Visstraat 9 (1909)

Groningen
- Vismarkt 33 (1916)
- Veemarktstraat 82 (1922)

Hoorn
- Nieuwsteeg, later V&D (1928)[6]

Leiden
- Maarsmansteeg 10 (1910)

Nijmegen
- winkelwoning Mariaplein 6/Ten Hoetstraat 2  (1919)[7]

Schiedam
- winkelpand - Hoogstraat 1 (1914)

Sneek
- Nauwe Burgstraat 8 (1919)

Tilburg
- winkelpand  - Heuvelstraat 111 (1909)

Utrecht
- kruidenierswinkel - Oudegracht 201 (1919)

- Nederlandse Thesaurus van Auteursnamen: 09993499X
- Virtual International Authority File: 287315013